# Tenuazonsav
A tenuazonsav színtelen olaj. Szerves oldószerekben (pl. metil-alkoholban, kloroformban) jól, vízben kevéssé oldódik.
Az Alternaria és Phoma fajhoz tartozó gombák mérge. Gátolja a fehérjeszintézist a fehérje riboszómáról történő leválásának gátlásán keresztül, ezenkívül antitumorális, antivirális és antibakteriális hatása is van. Egerekben magzati fejlődést befolyásoló teratogén hatást is kimutattak.

## Fordítás
Ez a szócikk részben vagy egészben  a   Tenuazonic_acid című angol Wikipédia-szócikk fordításán alapul.  Az eredeti cikk szerkesztőit annak laptörténete sorolja fel. Ez a jelzés csupán a megfogalmazás eredetét és a szerzői jogokat jelzi, nem szolgál a cikkben szereplő információk forrásmegjelöléseként.